# Ekwensu
Ekwnesu es la palabra usada en el idioma igbo para "diablo", cuyo actual significado lo adquirió con la llegada de la cristiandad al pueblo Iglo. Ekwensu sería lo opuesto aal Chukwu (Dios). 

## Descripción
Contrariamente a Chukwu, Ekwensu estaría interesado sólo en el cumplimiento de hechos malvados en el mundo, y ejercería el poder sobre una estructura jerárquica deidades y espíritus menores. Sin embargo, a diferencia de las fuerzas de Chukwu, aunque se puede decir que hay deidades y espíritus que están bajo la influencia de Ekwensu, la responsabilidad moral de los males que en se producen en el mundo son siempre atribuidos a los individuos. Esto se debe a que la religión igbo, como muchos la religión tradicional africana, concibe de "mal" como esencialmente moral (por ejemplo, lo que hacemos los seres humanos) y no naturales (por ejemplo, terremotos). Ekwensu como fuerza puede tentar a las personas malas acciones, pero se supone que una persona con conciencia virtuosamente educada con éxito puede resistir la tentación. Igualmente se dice que cuando muere un hombre o una mujer, y en vida han sido negativas para los suyos, o cometieron pecados imperdonables, pueden convertirse en un ekwensu (espíritu maligno).
A pesar del uso de la palabra, hay que tener en cuenta que en el pueblo Igbo, la palabra "ekwensu" no aparece en cualquiera de las prácticas religiosas indígenas igbo. Los adoradores de Ala, una deidad igbo femenina, es la única deidad que es común a todos los igbos, y no tienen "ekwensu" en la totalidad de su vocabulario de los ritos y rituales. Esto es producto que las religiones tradicionales africanas Iglo, no tienen una encarnación del mal encarnado. Pero la occidentalización y cristianización ha distorsionado y provocado confusiones entre muchos africanos, y la demonización de muchas deidades. Así este es un ejemplo preocupante de la traducción cristiana diablo, usada erróneamente como un concepto equivalente de la heroica deidad igbo Ekwensu, cuando en realidad la cosmología igbo no tiene ninguna disposición para cualquier deidad o fuerza de espíritu que permanece como desafío al Dios Todopoderoso. Este error de traducción ha hecho que muchas familias igbo, que respondieron al nombre Ekwensu, tuvieron que cambiar sus nombres ancestrales, que con el advenimiento del cristianismo en el pueblo Igbo, fueron etiquetados como "diabólicos". Las prácticas de la traducción al inglés de Igbo ha llevado a una ontológica división arbitraria de los sistemas de pensamiento igbo.